# Maurice Borrmans
Maurice Borrmans (Lilla, 22 ottobre 1925 – Bry-sur-Marne, 26 dicembre 2017) è stato un islamista e presbitero francese dei Missionari d'Africa (Padri Bianchi).

## Biografia
Dopo aver compiuto studi universitari di teologia in Tunisia e di civiltà araba in Algeria, ha conseguito il dottorato di ricerca presso l'università della Sorbona (1971).
Docente emerito di Islamologia al Pontificio Istituto di Studi Arabi e Islamistica (PISAI), dal 1975 ha preso parte a incontri islamo-cristiani presso le maggiori capitali culturali del Mediterraneo, dopo aver lungamente insegnato e lavorato in Tunisia e Algeria (1945-1964) e nel Golfo Persico (1981-1984).
È stato direttore a partire dalla sua fondazione nel 1975 sino al 2004 di Islamochristiana, importante rivista scientifica annuale del PISAI dedicata esplicitamente al dialogo islamo-cristiano. La rivista si compone di tre parti: la prima contiene studi di approfondimento e di ricerca, riflessioni e testimonianze; la seconda, note e documenti sugli incontri fra cristiani e musulmani nel mondo; la terza, recensioni di libri sul dialogo. Islamochristiana è redatta principalmente in francese, inglese e arabo, ma pubblica articoli e studi anche in altre lingue occidentali. 
Borrmans è stato consultore presso il Pontificio consiglio per il dialogo interreligioso ed è stato tra le maggiori voci del dialogo islamo-cristiano.

## Pubblicazioni
- Documents sur la Famille au Maghreb de 1940 à nos jours, (avec les textes législatifs marocains, algériens, tunisiens et égyptiens en matière de statut personnel musulman), Oriente Moderno, Roma, 1979
- Morsure sur fer, traduction de six nouvelles de Mohamed Aziz Lahbabi, Dar El kitab, Casablanca, 1979.
- Islam, religione e società, Torino, 1980
- Orientations pour un dialogue entre chrétienss et musulmans, Cerf Paris 1981 (numerose le traduzioni: Tawjihat fi sabil al-hiwar bayn al-Masihiyyin wa-l-Muslimin, Maktaba bulusiyya, Bayrut 1986; Muslumanlarla Hristiyanlar Arasinda Diyaloga Yonelisler, Der Yayinlari, Istanbul 1988; Orientamenti per un dialogo tra cristiani e musulmani, Urbaniana press, Roma, 1988;  Guidelines for Dialogue between Christians and Muslims, Paulist Press, New York, 1999)
- Tendances et courants de l'Islam arabe contemporain (Egypte et Afrique du Nord), Kaiser, Munchen, 1982
- Islam e Cristianesimo: le vie del dialogo, Paoline, Milano, 1993
- Jésus et les musulmans d'aujourd'hui, Desclée, Paris, 1996 (trad. it. Gesù Cristo e i musulmani del XX secolo, San Paolo, Milano 2000)